# Landsmannschaft im CC Marchia Berlin zu Osnabrück
|  |
|  |
|  |
|  |
|  |

|  |
|  |
|  |
|  |
|  |

Die Landsmannschaft im CC Marchia Berlin zu Osnabrück ist eine farbentragende und pflichtschlagende studentische Landsmannschaft im Coburger Convent (CC) der Landsmannschaften und Turnerschaften an deutschsprachigen Hochschulen.
Sie vereint Studenten und ehemalige Studenten der Berliner Universitäten und Hochschulen, sowie der Universität und der (Fach-)Hochschule Osnabrück.
Die Landsmannschaft Marchia hält sich von einseitigen religiösen, parteipolitischen und sozialpolitischen Bestrebungen sowie von einseitigen Bestrebungen einer bestimmten Weltanschauung jederzeit fern.
Ihr Gründungsdatum ist der 17. April 1872. Damit ist sie die älteste Studentenverbindung in Osnabrück.

## Couleur
Die Mitglieder der Landsmannschaft tragen ein Band mit den Farben blau-gold-rot (Fuxenfarben blau-gold-blau) mit goldener Perkussion, dazu wird eine blaue Hinterhauptmütze getragen.
Der Wappenspruch lautet „per aspera ad astra“, der Wahlspruch ‚Einer für alle, alle für einen‘. Ihre Mitglieder werden „Märker“ genannt. Die Zugehörigkeit zur Landsmannschaft verpflichtet zur lebenslangen Freundschaft.
Der Altherrenverband der Landsmannschaft Marchia wurde am 1. April 1900 gegründet.
Über das Leben der Landsmannschaft werden die Mitglieder seit 1919 durch die Märkerzeitung unterrichtet.
Freundschaftsverbindung (Verbindung, zu der ein enges und freundschaftliches Verhältnis besteht) der Landsmannschaft Marchia ist die Landsmannschaft Merovingia Gießen zu Mainz.

## Geschichte

### Von der Gründung bis zum Ende des Ersten Weltkrieges
Die Landsmannschaft Marchia wurde am 17. April 1872 unter Beitritt von 12 Abiturienten des Joachimsthalschen Gymnasiums zu Berlin gegründet und bildete in ihren Anfängen einen akademischen Verein, mit zunächst vorwiegend gesellschaftlichen und geselligen Zielen.
Bereits kurz nach der Gründung wurde dem Verein am 10. August 1872 der Name Marchia gegeben.
Die Entwicklung der Marchia zur schlagenden Kooperation vollzog sich schnell. Bereits im Jahre 1874 wurde die 1. Märkermensur gefochten.
Die Farben der Marchia sind ihre am 14. Februar 1875 gewählten Ursprungsfarben blau, gold und rot.
In der am 11. März 1876 in Kraft getretenen Verfassung wurde als Voraussetzung für die Aufnahme von Mitgliedern das uneingeschränkte Maturitätsprinzip festgestellt.
Gleichzeitig wurde die Zulassung neuer Mitglieder ausschließlich auf Studenten beschränkt, die Abiturienten des Joachimsthalschen Gymnasiums zu Berlin waren.
Im Jahre 1875 wählte Marchia aus diesem Grunde vorübergehend den Namen Joachimica, der jedoch 1885 wieder abgelegt wurde.

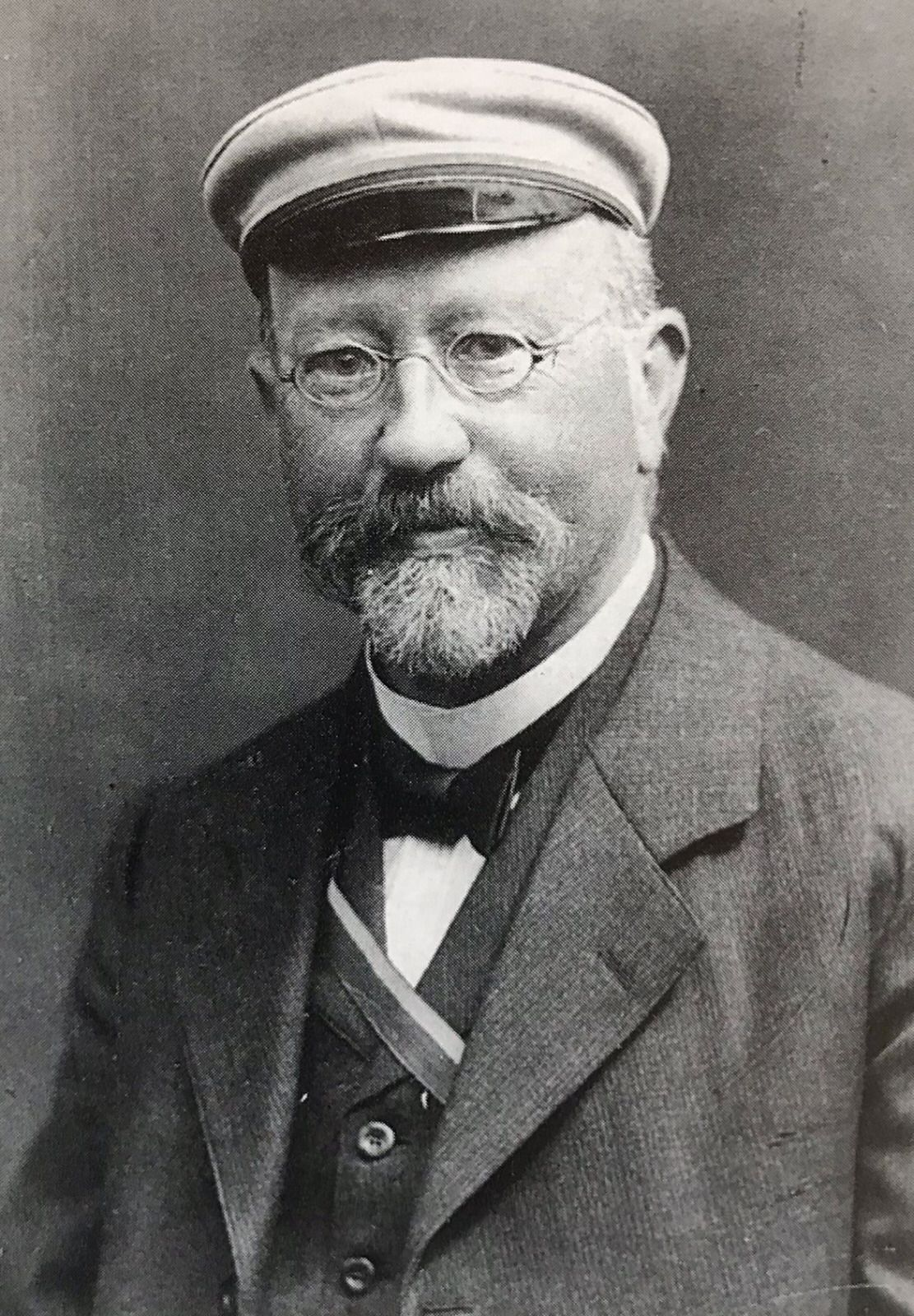
Gründungsbursch Ernst Grünbaum

Die Bestimmungsmensur wurde im Sommersemester 1881 eingeführt.
Am 25. Juli 1882 beteiligte sich Joachimica an der Gründung des Goslarer-Chargierten-Convents (GCC).
Marchia gehörte dem GCC bis zu seiner Auflösung im Jahre 1891 an. Als der letzten Präsidierenden dieses Verbandes ging das Archiv des GCC an Marchia über.
Am 23. Juli 1885 trat die am 30. Mai 1875 an der akademischen Hochschule für bildende Künste Berlin gegründete Verbindung Gothia (Farben blau, rot, gold) zur Marchia über. Aus diesem Anlass nahm Marchia die drei silbernen Schilde der Kunst in ihr eigenes Wappen auf und stellte ihrem Wahlspruch „Einer für Alle, Alle für Einen“ den Wappenspruch „per aspera adastra“ zur Seite.
Im Wintersemester 1889/90 traten acht Mitglieder der ehemaligen freischlagenden Verbindung Germania Charlottenburg Marchia bei.

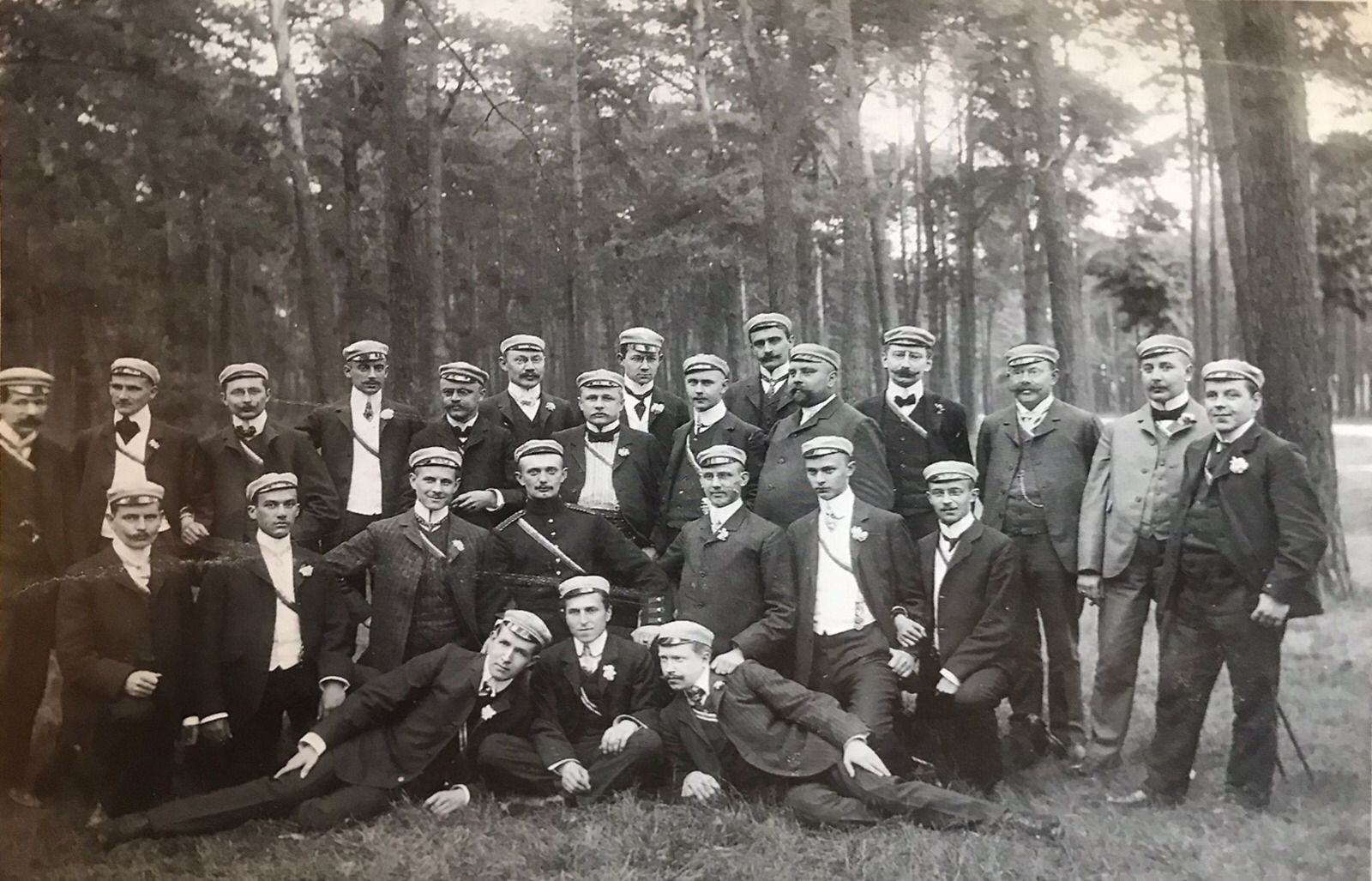
Stiftungsfest 1905

Am 2. Dezember 1899 wurde Marchia von der Universitätsbehörde verboten. Der zähe Märkergeist sorgte dafür, dass die Korporation trotz des Verbots bestehen blieb, zunächst unangemeldet, dann seit dem Wintersemester 1901 unter dem Namen Hansea mit den Farben blau-silber-rot, seit dem 12. November 1904 auch wieder offiziell unter ihrem Ursprungsnamen Marchia und den alten Farben.
Am 31. Mai 1909 wurde Marchia auf Antrag des Berliner LC durch einstimmigen Congressbeschluß in den Coburger LC admittiert und ein Jahr später am 16. Mai 1910 rezipiert.
Nachdem das Bundesleben zunächst in „Konstanten in verschiedenen Berliner Lokalitäten“ stattfand, mietete Marchia im Jahre 1910 eine Wohnung in der Elsässer Straße 76 in Berlin an und nutze diese als Verbindungsheim. Während dieser Zeit erlebte das Bundesleben bei Marchia insbesondere in personeller Hinsicht eine Blütezeit.
Mit Beginn des Ersten Weltkrieges hörte das studentische Verbindungsleben in den gewohnten Formen auch bei den Märkern auf.
89 Bundesbrüder waren Kriegsteilnehmer, acht von ihnen fielen.

### Weimarer Zeit
Der Neubeginn nach der Zäsur des Ersten Weltkrieges gestaltete sich zunächst schwierig, die Chargenbesetzung des Wintersemesters 1918/19 konnte nur auf alte Semester zurückgreifen.
Mit Beginn des Zwischensemesters (Februar bis April 1919), das die Universität mit Rücksicht auf die Studienzeitverlust der Kriegsteilnehmer eingerichtet hatte konnte Marchia die ersten vier Neuzugänge verzeichnen. In den anschließenden Semestern folgte ausreichend weiterer Zuwachs, so dass die Lebensfähigkeit des Bundes nicht mehr ernstlich bedroht war. Im Januar 1923 bestand Marchia aus 21 aktiven Burschen und 12 Füxen.
Für Marchia, wie auch für viele andere Korporationen, begann 1924 ein neuer Zeitabschnitt mit ernsten finanziellen Schwierigkeiten. Die wirtschaftlichen Einbußen der und Verluste der Inflationszeit machten sich neben bald einsetzenden staatlichen Abbau- und Sparmaßnahmen bemerkbar. Für die 1924 nur 92 Mitglieder des AHV stellte die wirtschaftliche Konsolidierung der Marchia eine erhebliche wirtschaftliche Anstrengung dar, gelang aber dank des umsichtigen Handeln des seinerzeitigen Altherren-Kassenwartes Julius Thierry.
Zwischen 1922 und 1930 gehörte Marchia dem weißen Ring, einem Kartell innerhalb der Deutschen Landsmannschaft an. Neben den Gründern des weißen Rings, Landsmannschaft Marchia Berlin, Landsmannschaft Vandalia Breslau und Landsmannschaft Borussia Münster gehörten dem weißen Ring die Landsmannschaften Salia Bonn (1923) und Merovingia Gießen (1928) an.
Vom 1. bis zum 3. Juli 1933 wurde das 60. Stiftungsfest in großem Rahmen begangen.
So nahmen am Festkommers im großen Saal des Flugverbandshauses mehr als 200 Gäste und Märker teil, 53 Landsmannschaften waren offiziell vertreten.
Es war, als ob noch einmal bevor der große Umbruch eintrat, ein Stück alten waffenstudentischen Glanzes sichtbar werden sollte. Im Wintersemester 1932/33 traten auf Vermittlung von Alter Herr (AH) Marnow mehrere Aktive und Inaktive des vertagten freien Corps Arminia an der Technischen und Handelshochschule Berlin zu Marchia über.

### Marchia in der Zeit des Nationalsozialismus
Am 20. Oktober 1935 beschloss ein außerordentlicher Convent der Deutschen Landsmannschaft das Aufgehen der Deutschen Landsmannschaft im NSDStB. Marchia trat daraufhin, um mehr Handlungsfreiheit zu gewinnen, am 2. November 1935 aus der Deutschen Landsmannschaft aus.
Im Januar 1938 wurde eine gemeinsame Altherrenschaft mit dem AHV der Berliner Landsmannschaft Saxonia gebildet, der eine Jungkameradschaft, die dann auch die Kneipräume der Marchia bezog, unterstützen sollte.
Am 21. Mai 1938 fand die erste konstituierende Sitzung der Kameradschaft statt, die später den Namen Heinrich von Kleist erhielt.
Während der Kriegsjahre waren viele Märker an der Front, so dass das Bundesleben in dieser Zeit fast vollständig zum Erliegen kam. Die Etage, welche der Bund in Berlin bewohnte, wurde während des Krieges von einer Bombe getroffen und brannte dabei völlig aus. Der Großteil des Archivmaterials sowie das gesamte Mobiliar fiel den Flammen zum Opfer.
In den Kriegsjahren wurde das Mensurfechten – wenn auch unter besonderen Vorsichtsmaßnahmen und in begrenztem Rahmen – wieder aufgenommen und es konnten trotz aller Widrigkeiten einige scharfe Mensuren gefochten werden.
23 Märker verloren im Zweiten Weltkrieg ihr Leben.

### Berliner Zeit vom Zweiten Weltkrieg bis zur Suspendierung
Ein erstes Treffen von Märkern nach Kriegsende fand am 7. Dezember 1946 im Restaurant „Zum Franziskaner“ im Bahnhof Friedrichstraße in Berlin statt. Durch Rundbriefe, die auf Initiative von AH Birkigt I nach Kriegsende regelmäßig versendet wurden, gelang es nach und nach, die Bundesbrüder zu sammeln.
Nach der Rückkehr einiger Kriegsheimkehrer nach Berlin, konnte Marchia von allen lokalen Bünden der ehemaligen Deutschen Landsmannschaft als erste eine „junge Gruppe“ aufweisen, der sich AH Curt Meyer annahm.
Ab dem Wintersemester 1949/50 fanden gemeinsame Treffen der Märker mit den alten Herren der Landsmannschaft Saxonia im Lokal Stöckler am Kurfürstendamm statt.
Im Jahre 1949 versuchte die junge Gruppe von Studenten durch Gründung einer Marcho-Saxonia die beiden Altherrenschaften zusammenzuführen. Dieses Vorhaben scheiterte jedoch.
Am 9. Februar 1951 rekonstituiert sich Marchia offiziell im Restaurant „Zur Hütte“ in Berlin-Charlottenburg, am 15. Dezember 1951 wird dort auch der erste Fux Marchias nach dem 2. Weltkrieg admittiert.
Anlässlich des 80. Stiftungsfestes 1952 wurde zum ersten Mal das Lied „Märkische Heide“ des Komponisten Gustav Büchsenschütz als Bundeslied der Marchia gesungen.
AH Clemens Schmalstich überraschte auf dem Ball anlässlich des 80. Stiftungsfestes mit der Uraufführung seines Werkes „Ouvertüre für eine akademische Feier“, das er seinem Bundesbruder AH Fritz Köhler widmete.
Am 4. März 1954 wurden die drei ersten Nachkriegspartien der Landsmannschaft Marchia geschlagen, die erste Rezeption nach altem Ritus erfolgte am 3. November 1954.
Am 3. März 1955 wurde das neue Märker-Heim in der Nollendorfstraße 28 in Berlin feierlich eingeweiht.
Das Freundschaftsverhältnis zur Landsmannschaft Merovingia Gießen zu Mainz wurde am 9. Juni 1957 erneuert und besteht bis heute.

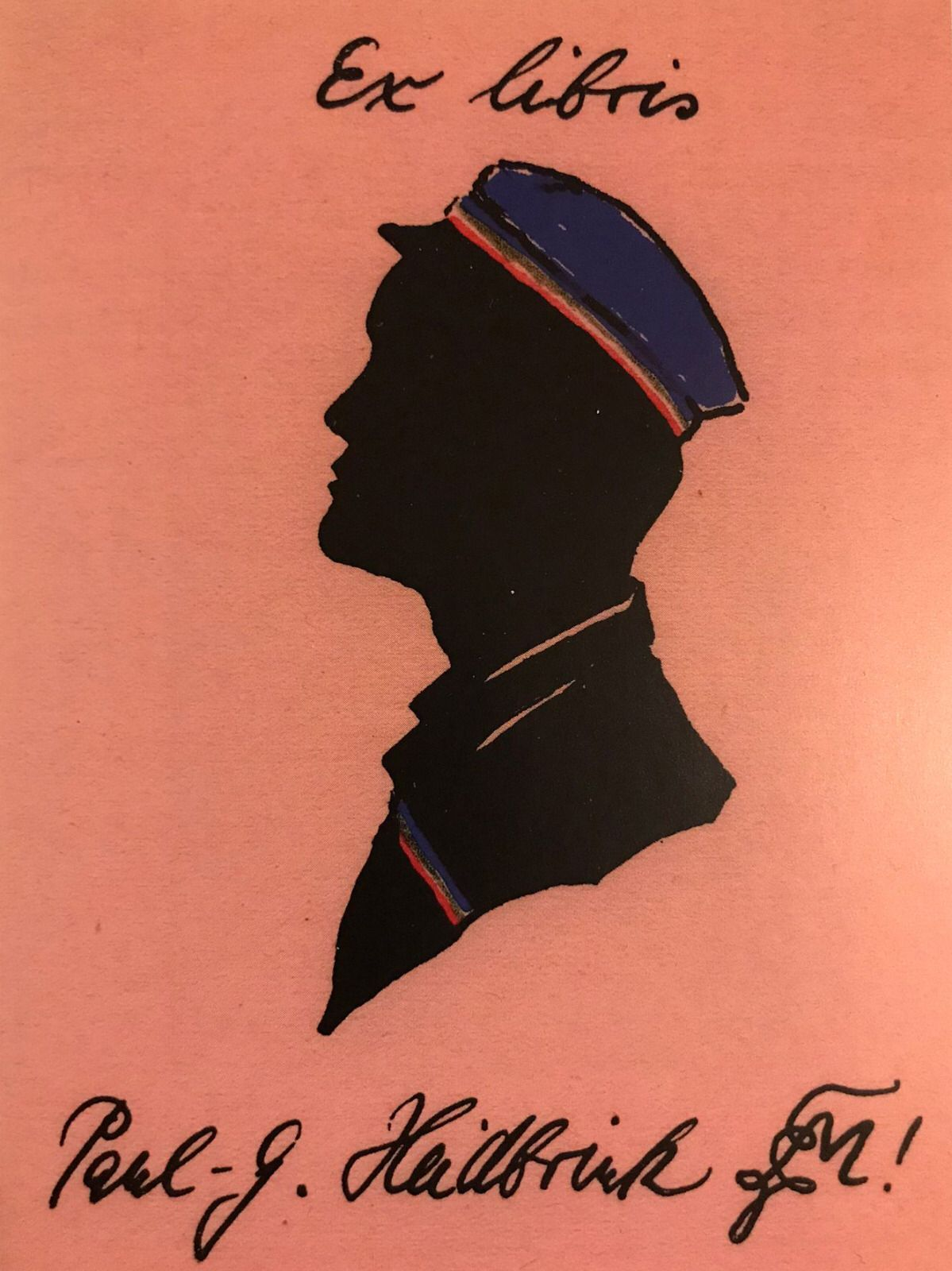
Scherenschnitt von Paul-G. Heidbrink – 1959

Die folgenden Jahre entwickelten sich günstig für Marchia, teilweise gehörten ihr mehr als 10 Füxe an.
Mit dem 85. Stiftungsfest (1957) waren alle Ziele erreicht: Marchia hatte ihre alte geachtete Stellung im CC wiedererrungen.
Seit 1963 ging die Zahl der Aktiven stark zurück, im Jahre 1968 erfolgte die, für einen langen Zeitraum, letzte Rezeption. 1969 wurde die vorerst letzte Mensur in Berlin geschlagen.
Die Frage einer möglichen Suspension verschob man auf einem Zeitpunkt nach dem 100. Stiftungsfest im Jahre 1972.
Marchia hat im Sommer 1972 eindrucksvoll ihr 100. Stiftungsfest begangen. Beim Festkommers am 23. Juni 1972 im Schöneberger Prälaten waren Vertreter aller Verbände erschienen.
Die Festrede hielt AH Heinz Gerlinger I, sie endete mit den Worten: „Das Weitere wird die Zukunft lehren.“
Da sich die personelle Lage bis zum Beginn des nächsten Jahres nicht änderte, beantragte der Burschenconvent am 24. Februar 1973 die Suspension. Der außerordentliche Generalconvent vom 28. April 1973 schloss sich diesem Antrag mit großer Mehrheit an.

### Neubeginn in Osnabrück
Die Nachricht von der Suspendierung Marchias verbreitete sich im Coburger Convent schnell und zog die Aufmerksamkeit von Verbandsbrüdern der VACC Osnabrück auf sich, die an Marchia mit dem Gedanken herantraten, die Verbindung an die neu gegründete Universität Osnabrück zu verlegen. Der Vorschlag fiel beim Altherrenvorstand der Marchia auf fruchtbaren Boden. Voraussetzung sei jedoch die personelle Unterstützung.
Bereits im Februar und März 1974 fanden Besprechungen in Osnabrück zwischen Vertretern Marchiae, der VACC Osnabrück und eines Teils der Altherrenschaft der Turnerschaft Brunsviga-Brunonia Braunschweig statt, die den Entschluss ihres Bundes wegen der strittigen Fechtfrage den Coburger Convent zu verlassen nicht teilte.
Anlässlich des Übertritts eines Teils der Altherrenschaft der Brunsvigen-Brunonen zur Marchia einigte man sich darauf, dass alle zukünftig rezipierten Märker zu ihrem Band einen Danzigschieber tragen, der seinen Ursprung in der mit der Turnerschaft Brunsviga Braunschweig verschmolzenen Danziger Turnerschaft Brunonia hat. Er zeigt das Stadtwappen Danzigs, welches zwei übereinander liegende baltische Ordenskreuze von einer Krone beschirmt darstellt.
Am 5. Juni 1974 genehmigte ein AOH-Tag die Pläne zur Rekonstituierung Marchiae in Osnabrück, im Oktober 1974 erfolgte die endgültige Beschlussfassung. Hierzu wurden jüngere alte Herren reaktiviert und als Chargen eingesetzt.
Die erste Bleibe der Marchia wurde eine Wohnung an der Katharinenkirche 2, zwischen Stadtmitte und Universität, die anlässlich des 103. Stiftungsfestes eingeweiht wurde.
Die Keilbemühungen (Bemühungen zur Gewinnung neuer Mitglieder) zwischen 1975 und 1979 waren wenig erfolgversprechend, so dass es die Befürchtung gab, dass sich die Osnabrücker Zeit nur eine Episode in der Märkergeschichte sein würde und dann nur die Wahl zwischen den Alternativen Veteranenvereinigung oder Verschmelzung mit voraussehbarem Identitätsverlust bliebe.
Die ganze Hoffnung setzte man in dieser Zeit auf die beiden neuen Fakultäten Wirtschaftswissenschaften und Rechtswissenschaften und in der Tat rekrutierten sich hieraus am 21. November 1980 die ersten drei Osnabrücker Füxe.
Die erste Märkerpartie nach der Suspension wurde nach am 28. November 1981 in Münster unter dem Waffenschutz der dortigen Landsmannschaft Rhenania gefochten.
In den folgenden Semestern konsolidierte sich der Aktivenbetrieb und am 28. Oktober 1983 wurde Marchia anlässlich des Festkommerses zum 111. Stiftungsfest in einem großen Rahmen feierlich in Osnabrück rekonstituiert. Seit 1984 chargiert Marchia wieder anlässlich des Verbandstreffens in Coburg (Coburger Pfingstkongress).
Die Räumlichkeiten in der Wohnung an der Katharinenkirche waren den Bedürfnissen der gewachsenen Aktivitas bald nicht mehr gewachsen und so wurde im Jahre 1986 ein Haus auf dem Osnabrücker Westerberg angemietet. Durch das neue Haus verbesserte sich die Personallage noch einmal deutlich, so dass das 120. Stiftungsfest in großem Rahmen in Berlin und Osnabrück begangen werden konnte.

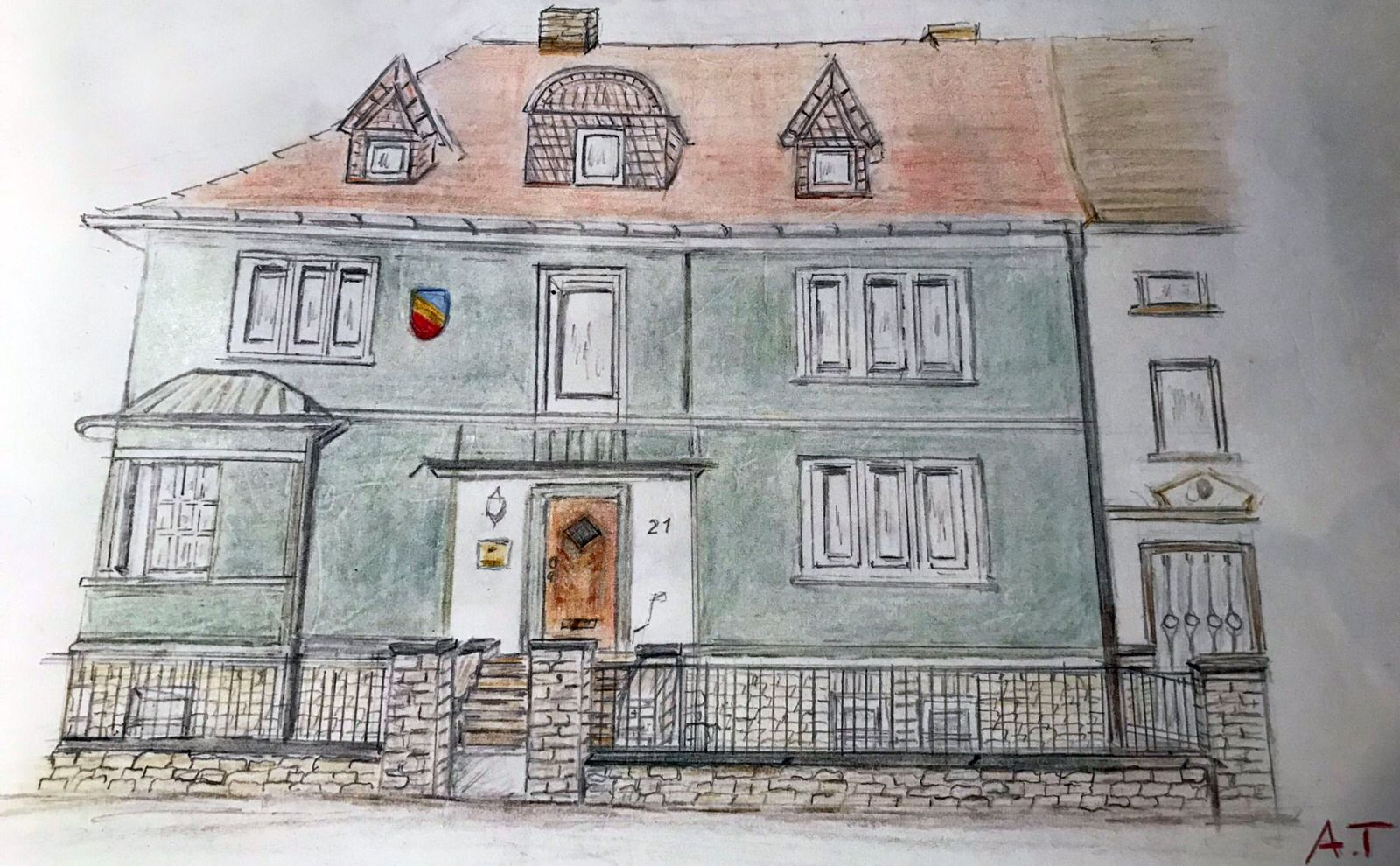
Verbindungshaus 2022 – Zeichnung von Anke Tempel

Im Jahre 1993 konnte erstmals in der Geschichte der Landsmannschaft ein eigenes Haus im Osnabrücker Stadtteil Sonnenhügel erworben und zum Verbindungsheim umgebaut werden, zu einem Teil durch tatkräftige Mitarbeit der Bundesbrüder.
Im Jahre 1997 beging Marchia ihr 125. Stiftungsfest, zu diesem Zeitpunkt wurde die Mitgliederstärke der Aktivitas letztmals 1932 übertroffen.
Die Landsmannschaft Marchia Berlin ist seit fast 50 Jahren ununterbrochen in Osnabrück ansässig und mit Ausnahme einer kurzen Suspension Mitte der 2000er Jahre mit einer Aktivitas vertreten.
Die unverrückbare, historisch bedingte Verknüpfung der Landsmannschaft Marchia mit Berlin proklamierte AH Dr. Rudolf Schmidt einst als „Confessio Marchica“.
Im Jahre 2022 begeht die Landsmannschaft im CC Marchia Berlin zu Osnabrück ihr 150. Stiftungsfest.

## Bekannte Märker
- Kurt Albrecht (Mediziner)
- Hans Augustin (Jurist)
- Brunolf Baade (Luftfahrtingenieur)
- Franz Beier (Kapellmeister)
- Franz Belitz (Bankier)
- Max Biermann (Diplomat)
- Georg Collin (kgl. Hofbuchbinder)
- Alfons Cornelius (Mediziner)
- Georg Ipscher (Arzt)
- Curt Kosswig (Zoologe)
- Johannes Modde (Veterinär)
- Maximilian Modde (Maler)
- Paul Oestreich (Journalist)
- Robert Priebsch (Germanist)
- Otto Rüdlin (Jurist)
- Clemens Schmalstich (Komponist)
- Rudolf Schmidt (Ministerialbeamter)
- Franz Siehe (Botaniker)
- Otto Solbrig (Mediziner)